# Fleckinger Mühle

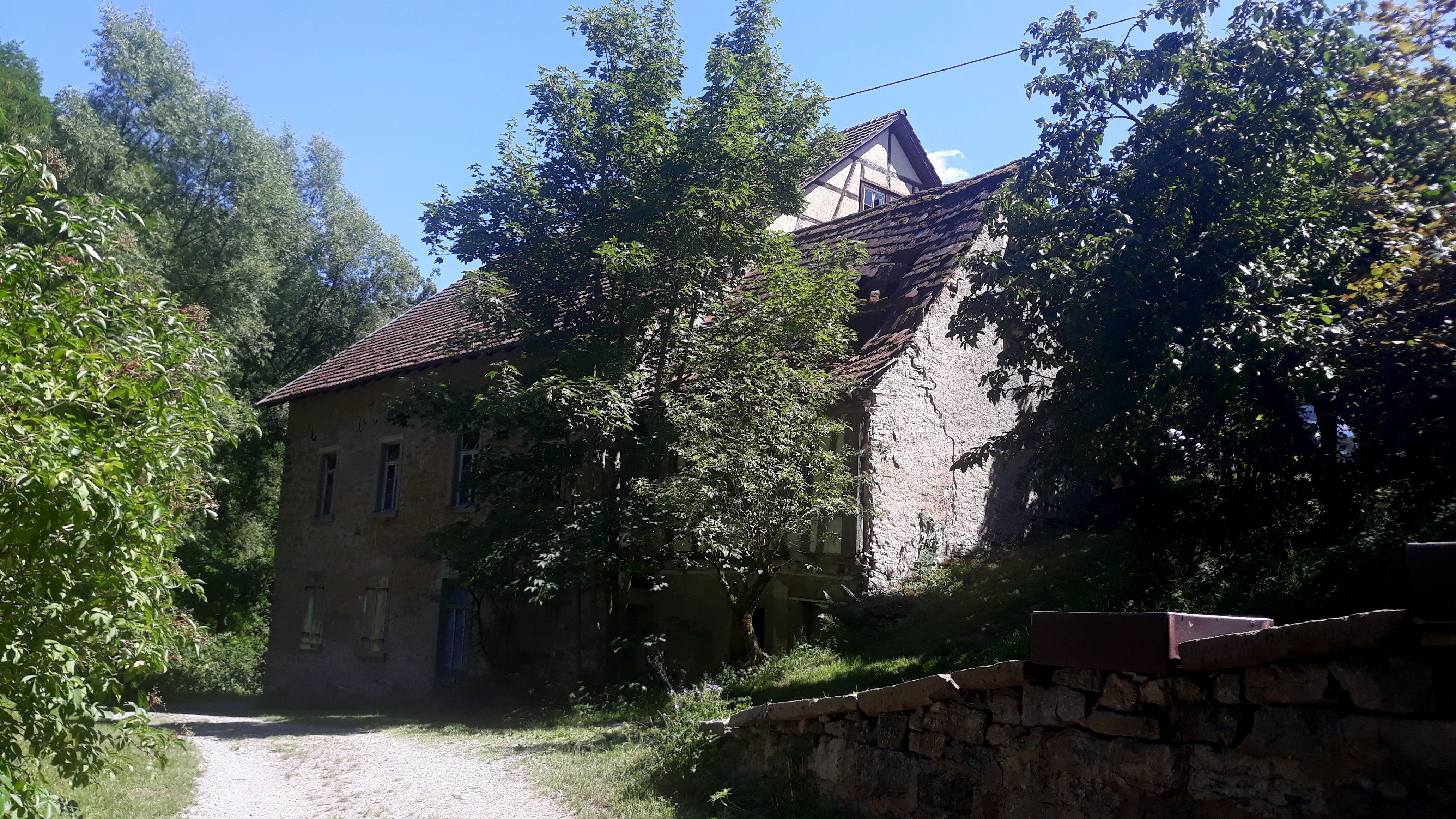
Fleckinger Mühle, baufälliges Gebäude mit zerstörtem Wasserrad an der Rückseite

Die Fleckinger Mühle ist ein zu Bad Wimpfen zählender Wohnplatz im Landkreis Heilbronn im nördlichen Baden-Württemberg.

## Lage

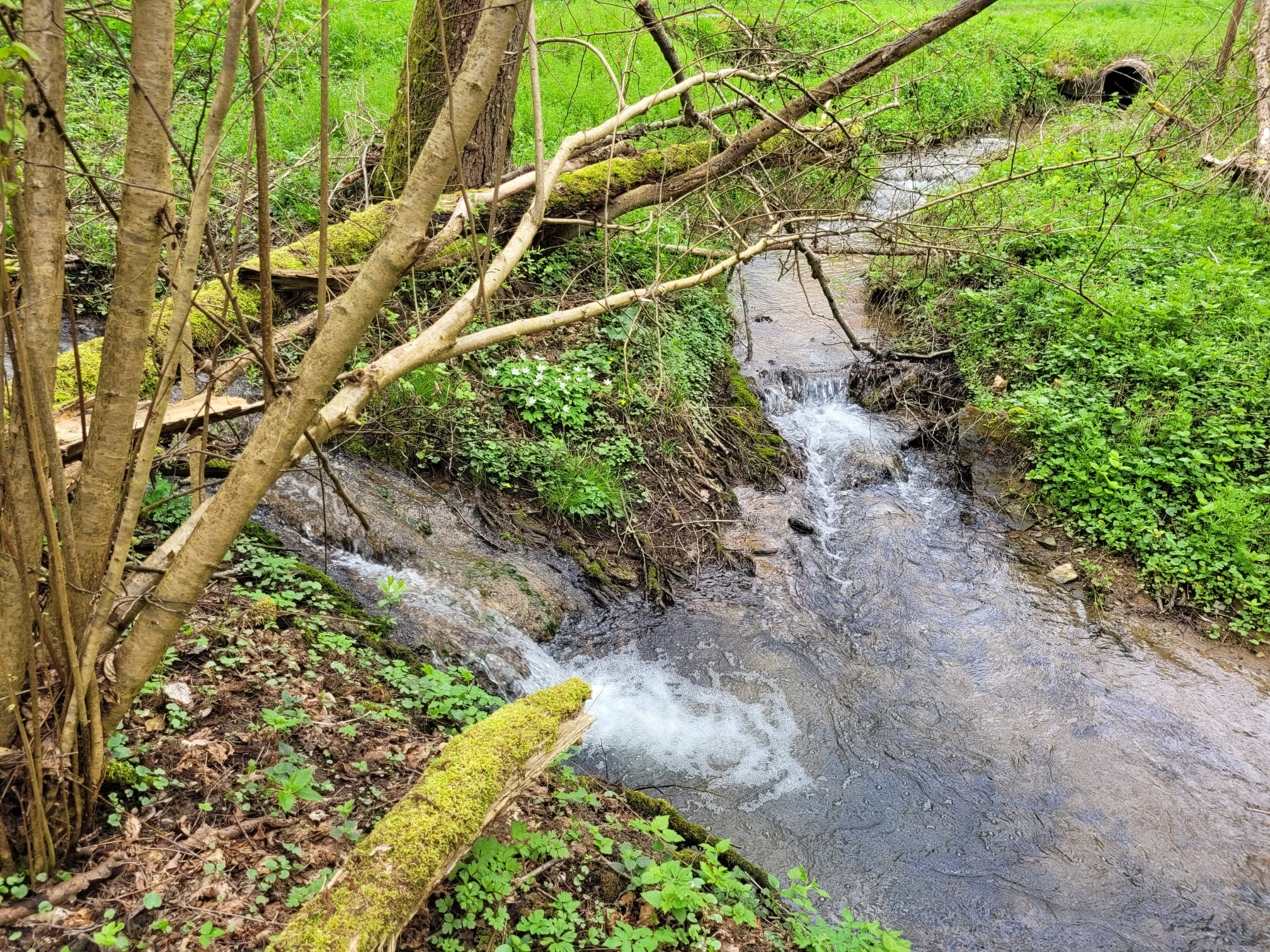
Links mündet unweit der Fleckinger Mühle der Erbach in die Klinge.

Die Fleckinger Mühle liegt etwa 1,5 Kilometer nordnordwestlich von Wimpfen am Berg im Tal des insgesamt etwa 3,1 km langen und west-östlich verlaufenden Baches Klinge, der im Bereich der Bad Rappenauer Ludwigssaline entsteht. Er mündet etwa 500 m weiter talab von links in den Neckar. Etwa 900 m oberhalb der Mühlgebäude geht vom Bach gegenüber von Wimpfen-Hohenstadt der Kanal ab, der sie über den rechten Hangfuß laufend erreicht. Wenig unterhalb der Mühlgebäude fließt der Klinge von rechts der Erbach zu, durch dessen unteres Tal eine von der K 2038 abgehende Straße den Wohnplatz erschließt. Sie führt weiter bis zur den Neckar links begleitenden L 528.

## Geschichte
Die heutigen Mühlengebäude gehen auf eine von einst vier Mühlen eines ansonsten wohl bereits im 13. Jahrhundert abgegangenen Ortes zurück. Der Ort wurde im 15. und 17. Jahrhundert als Fleckingen bezeichnet, jedoch ist eine ursprüngliche Endung auf -ingen fraglich, da der Ortsname auch einfach nur einen Flecken bezeichnen könnte. 1295 wurde eine Mühle (molendinum in Fleckenger) erwähnt, weitere historische Schreibweisen sind Flegkenger (1349) und Fleckengen (1389). 
Die erste der einst vier Mühlen war frei von Abgaben. Die zweite hatte eine jährliche Gült von fünf Malter an das Stift Wimpfen zu entrichten. Zur dritten Mühle zählten zehn Morgen Wald und ein halber Morgen Wiesen, sie entrichtete jährlich zwölf Malter an die Johannespfründe und einen Malter an den Katharinen-Altar. Zur vierten Mühle gehörten zehn Morgen Wald und ein Garten, sie entrichtete jährlich acht Malter Korn an die Katharinenpfründe.
Die Mühlen wurden 1635 im Dreißigjährigen Krieg von den Kroaten verwüstet. Unter Procurator J. G. Kalchschmidt wurden die beiden unteren Mühlen 1674 wieder aufgebaut; Kalchschmidt erhielt die Mühlen daraufhin vom Wormser Domkapitel zu Lehen. Die Mühlen waren 20 Jahre lang von Abgaben an die Stadt Wimpfen befreit, ab 1695 versuchte die Stadt dann die Mühlen an sich zu ziehen. Im 18. Jahrhundert wurden die Mühlen der partiellen Ortswüstung als Fleckheimer Mühlen bezeichnet.
Nachdem man 1760 im Bereich der Mündung des Fleckinger Tals ins Neckartal Salzwasser gefunden hatte, erwarb das Salinenamt 1764 eine der Mühlen, worauf dort die erste Wimpfener Saline entstand. 1771 wurde mit Material eines abgebrochenen Anbaus der Fleckinger Mühle ein Überbau am unteren Brunnen der Saline errichtet. Im Februar 1772 wurde der sechs Morgen große Fleckinger Mühlwald abgeholzt, um Brennholz für den Betrieb der Saline zu gewinnen. 1779 fand nochmals ein Grabungsversuch nach Salzwasser in den Mühlwiesen statt. Zuletzt war die defizitäre städtische Saline an private Unternehmer verpachtet. Anlässlich eines Pächterwechsels 1796 wurde die Saline von der Hochfläche ins Neckartal verlegt. Die Salinenanlagen und -gebäude wurden abgebrochen, ein Gebäude wurde zu einem Wohnhaus umgebaut.